# Jining
Jining är en stad på prefekturnivå i Shandong-provinsen i norra Kina. Staden, som är belägen norr om Nansisjön, är numera den nordligaste staden längs med Kejsarkanalen och Nanwang vattenregleringssystem är uppförd i  Wenshang härad.
Den kinesiska talspråksromanen Berättelser från träskmarkerna utspelas delvis i regionen.

## Administrativ indelning
Stadsprefekturen indelas i två stadsdistrikt, sju härad och två städer på häradsnivå. 
- Stadsdistriktet Shizhong (市中区 = "stadscentrum"), 39 km², 588 900 invånare;
- Stadsdistriktet Rencheng (任城区), 881 km², 526 400 invånare;
- Häradet Weishan (微山县), 1 780 km², 633 400 invånare;
- Häradet Yutai (鱼台县), 654 km², 437 100 invånare;
- Häradet Jinxiang (金乡县), 885 km², 625 300 invånare;
- Häradet Jiaxiang (嘉祥县), 973 km², 818 200 invånare;
- Häradet Wenshang (汶上县), 877 km², 684 600 invånare;
- Häradet Sishui (泗水县), 1 070 km², 536 100 invånare;
- Häradet Liangshan (梁山县), 963 km², 730 700 invånare;
- Staden Qufu (曲阜市), 896 km², 640 500 invånare;
- Staden Yanzhou (兖州市), 648 km², 534 300 invånare;
- Staden Zoucheng (邹城市), 1 619 km², 1 116 700 invånare.

## Klimat
Genomsnittlig årsnederbörd är 904 millimeter. Den regnigaste månaden är juli, med i genomsnitt 228 mm nederbörd, och den torraste är januari, med 6 mm nederbörd.